# William Osler

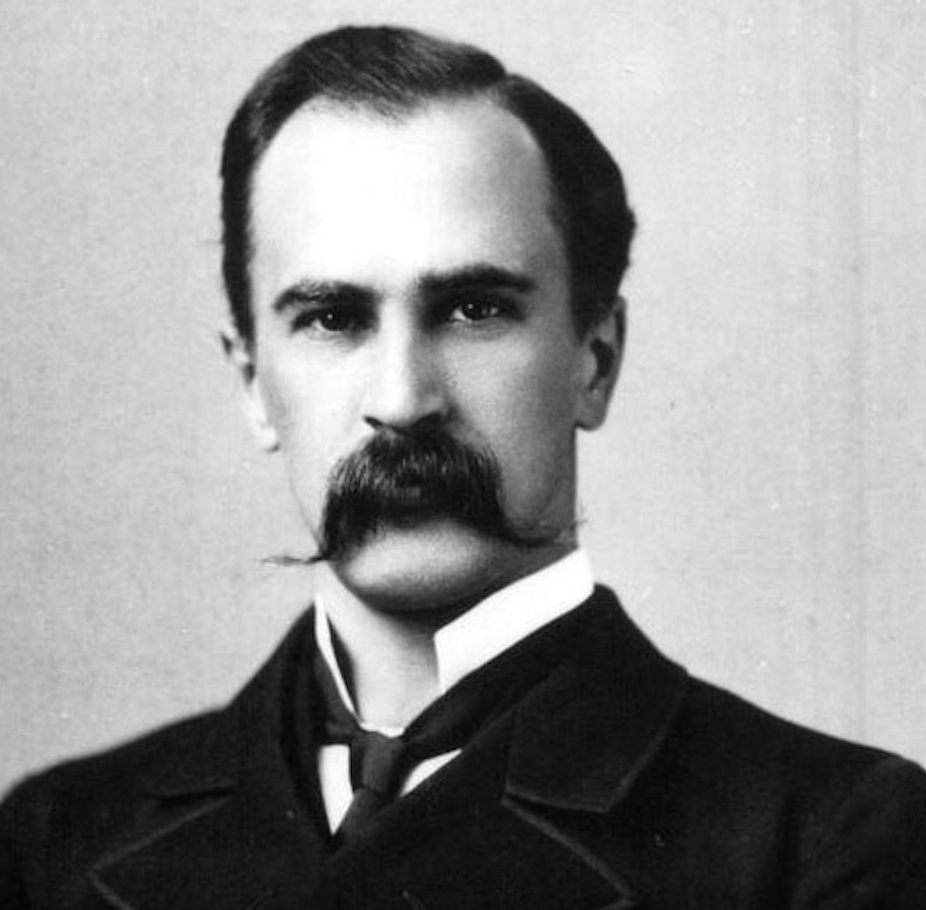
William Osler im Alter von 32 Jahren

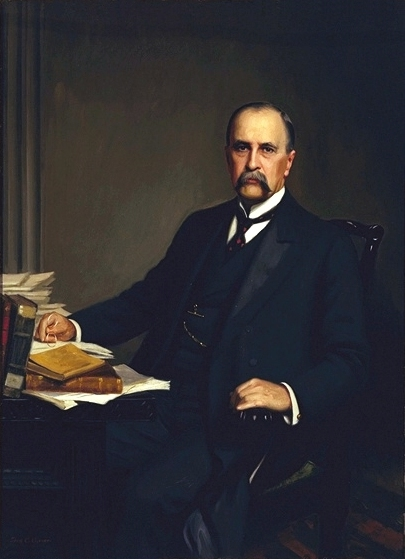
Sir William Osler

Sir William Osler (* 12. Juli 1849 in Bond Head, Canada West (heute Ontario); † 29. Dezember 1919 in Oxford, England) war ein kanadischer Mediziner, Physiologe und Medizinhistoriker. Um die Jahrhundertwende war er der bekannteste Mediziner im englischsprachigen Raum, auch heute wird er wegen seiner bahnbrechenden Lehrmethoden häufig als Vater der modernen Medizin bezeichnet.

## Leben
William Osler wuchs als jüngstes von neun Kindern von Reverend Featherstone Lake Osler, einem aus Cornwall ausgewanderten Missionar, und dessen Frau Ellen Free Picton in Dundas auf. Nach seiner Schulzeit 1867 studierte er zunächst Theologie in Toronto, bis er ein Jahr später sein Medizinstudium in der Toronto Medical School begann und anschließend auf die McGill-Universität in Montreal wechselte. Dort schloss er im Jahr 1872 sein medizinisches Studium ab.
Es folgten Aufenthalte in verschiedenen medizinischen Einrichtungen, unter anderem in Berlin, Leipzig und Wien, die meiste Zeit verbrachte er am University College London. Nach seiner Rückkehr nach Kanada wurde er Dozent am medizinischen Institut der McGill-Universität, im Jahr 1875 wurde er dort Professor und unterrichtete Physiologie, Pathologie und Medizin. 1882 war er Mitbegründer der Royal Society of Canada.
1884 übernahm er den Lehrstuhl für klinische Medizin an der Universität von Pennsylvania in Philadelphia, doch bereits 1888 wechselte er an die Johns-Hopkins-Universität in Baltimore und wurde dort der erste Professor für Medizin. Neben William H. Welch, Howard A. Kelly und William S. Halsted zählt Osler zu den Großen Vier des Johns Hopkins Hospitals. Er revolutionierte die Ausbildung mit der Einführung praktischer Konsultationen am Patientenbett und kombinierte die besten Methoden der US-amerikanischen, britischen und kontinental-europäischen Lehrmethoden. Während der ersten vier Jahre in Baltimore schrieb er sein Buch The Principles and Practice of Medicine, das kurz nach seiner Erstveröffentlichung im Jahr 1892 zum angesehensten medizinischen Lehrbuch seiner Zeit wurde. Im gleichen Jahr heiratete Osler Grace Cross, eine Urenkelin des amerikanischen Freiheitskämpfers Paul Revere. 1897 wurde er in die American Academy of Arts and Sciences gewählt.
Während eines Besuches in England im Jahr 1904 wurde ihm der Königliche Lehrstuhl für Medizin an der Universität Oxford angeboten, der bis dahin allein englischen Staatsbürgern vorbehalten war. Obwohl er seine kanadische Staatsbürgerschaft beibehielt, übernahm er den Lehrstuhl 1905 und hatte ihn bis zu seinem Tode inne.
Während seiner Zeit in Oxford widmete er sich immer mehr seiner Leidenschaft für Bücher, seine Bibliothek wuchs zu einer der Besten heran. Nach seinem Tode wurde sie der McGill-Universität übergeben, die sie bis heute pflegt. 1907 gründete er das Quarterly Journal of Medicine (QJM), das bis heute erscheint und zu den bedeutendsten Fachzeitschriften auf dem Gebiet der Inneren Medizin zählt.
Für seine großen Errungenschaften auf dem Gebiet der Medizin wurde Osler 1911 der britische Ehrentitel Baronet verliehen, 1994 wurde er in die Canadian Medical Hall of Fame aufgenommen.
Sir William Osler starb 1919 an Bronchopneumonie und Empyemen. Zunächst wurde er in der Kapelle der Christ Church in Oxford beigesetzt, doch seit dem Tod seiner Ehefrau im Jahr 1928 ruht die Asche von Sir William und Lady Osler in der Osler Library of History an der McGill-Universität.
Oslers großes Interesse für Medizingeschichte schlug sich in dem im Jahr 1921 posthum herausgegebenen Werk „The evolution of modern medicine“ nieder.

## Einfluss
Sir William Osler war nicht nur ein Experte was die Diagnose von Herz-, Lungen- und Blutkrankheiten betraf, sondern er leitete auch die Entwicklung der damaligen Medizin hin zur heutigen modernen Medizin ein. So kombinierte er zum ersten Mal die physiologische Behandlung eines Patienten mit der psychologischen und verdeutlichte die Bedeutung des seelischen Zustandes eines Patienten in Bezug auf dessen Heilung:
“Don't tell me what type of disease the patient has, tell me what type of patient has the disease!” (Sage mir nicht, welche Art Krankheit der Patient hat, sondern erkläre mir, welche Art von Patient diese Krankheit hat!)
Daher wird er häufig als Vater der psychosomatischen Medizin angesehen.
Darüber hinaus hatte er großen Einfluss auf die Entwicklung der medizinischen Ausbildung, er war maßgeblich an der Entwicklung des Weiterbildungssystems für Ärzte beteiligt, das heute noch Anwendung findet. Auch sorgte er dafür, dass dem Umgang mit den Patienten im Verlauf des Medizinstudiums mehr Zeit eingeräumt wurde.
Durch seine zahlreichen Veröffentlichungen wurde er zu einem international angesehenen Humanmediziner und erweiterte das zu seiner Zeit bestehende Wissen in vielen verschiedenen Bereichen der klinischen Medizin.
Nach ihm benannt sind die Osler-Knötchen und der davon verschiedene Morbus Osler sowie die parasitische Fadenwurm-Gattung Oslerus.

## Familie

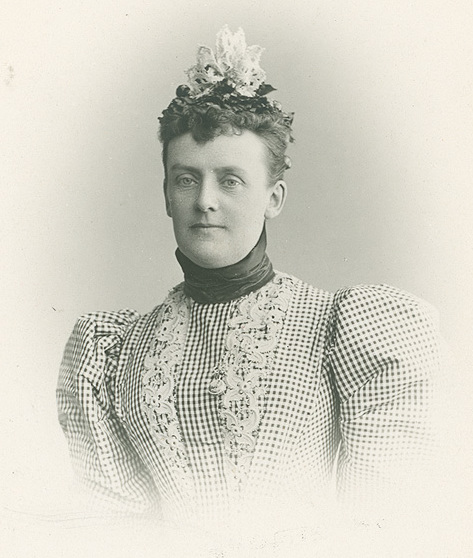
Grace Revere Osler, 1894

William Osler heiratete Grace Revere aus Boston, die Witwe von Samuel W. Gross, M.D., aus Philadelphia, am 7. Mai 1892. Die beiden waren bereits in 40er Jahren, als ihr einziges überlebendes Kind, Edward Revere Osler, am 27. Dezember 1895 geboren wurde. Ein weiterer Sohn war bereits wenige Tage nach der Geburt gestorben. Als William Osler die Stelle eines Regius Professor of Medicine an der Oxford University 1905 annahm, zog er mit seiner Familie nach England. Bei dieser Entscheidung spielte auch eine Rolle, dass die Oslers keine amerikanische Erziehung für ihren Sohn wollten. Revere, wie er genannt wurde, besuchte bis zu seinem 13. Lebensjahr die Dragon School in Oxford und danach Winchester College in Winchester, Hampshire. Revere war nicht der geborene gute Schüler und seine Fortschritte waren mühsam, so dass seine Eltern Tutoren verpflichteten, um ihn für die Aufnahmeprüfung in Oxford vorzubereiten, die er dann im zweiten Anlauf bestand. Er wurde 1914 Student am Christ Church.
Dann brach der Erste Weltkrieg aus. Revere war noch nicht alt genug für den Wehrdienst, aber er brach sein Studium ab und meldete sich zum Oxford Officers Training Corps. 1915, mit 20 Jahren, trat er in die McGill Medical Unit ein, wo er bei der Behandlung von verwundeten Soldaten half. Aber er wollte in die kämpfende Truppe und 1916 wechselte Revere zu der Royal Field Artillery. Revere starb an Verwundungen, die er bei einem deutschen Angriff am 30. August 1917 bei Ypern, Belgien, erlitten hatte. Er wurde auf dem Soldatenfriedhof von Dozinghem in Flandern, Belgien, Reihe 4F, begraben.
Zufälligerweise diente Harvey Cushing, ein Freund der Oslers,  in einer Medizinischen Einheit in der Nähe, als Revere verwundet wurde, und war anwesend, als er starb. Er wohnte auch der Beerdigung bei.
Der Tod ihres einzigen Kindes hat die Eltern sehr mitgenommen.

## Sonstiges
Im Jahr 2020 wurden Schädel kanadischer Ureinwohner wiederentdeckt, die im Jahr 1884 als Geschenk Oslers an Rudolf Virchow nach Berlin gelangten. Die Identifikation der vier Schädel gelang dem Journalisten Markus Grill mit Hilfe von Nils Seethaler
in der anthropologischen Sammlung der Berliner Gesellschaft für Anthropologie, Ethnologie und Urgeschichte.

## Werke
Eine kleine Auswahl aus den Werken von Sir William Osler:
- Normal histology for laboratory and class use (1882)
- The License to Practice (1889)
- Aequanimitas, als einer der berühmtesten Aufsätze von Sir William Osler[12][13]
- Doctor and Nurse: Remarks to the First Class of Graduates from the Training School for Nurses of The Johns Hopkins Hospital (1891)
- The Principles and Practice of Medicine (1892)
- The growth of truth as illustrated in the discovery of the circulation of the blood (1906)
- On multiple hereditary telangiectases with recurrent haemorrhages (1907)
- An Alabama student, and other biographical essays. London 1908.
- A Concise History of Medicine (1919)
- Schriften von William Osler im Internet Archive - online